# جيولوجيا الجولان
تكونت جيولوجيا الجولان إلى حد كبير نتيجة النشاط البركاني المكثف على مدى 5 ملايين سنة الماضية. تضمنت طبيعة النشاط البركاني دورات من الانفجارات بما في ذلك فترات طويلة من السكون. ونتيجة لذلك، فإن مرتفعات الجولان مغطاة بطبقة سميكة من البازلت. تم قياس أقصى سمك لمصطبة البازلت في مرتفعات الجولان في حفر "Alonei Habashan 6"، الذي وصل إلى عمق حوالي 750 متر (لم يصل الحفر إلى البنية التحتية الصخرية الرسوبية). يتناقص سمك البازلت باتجاه الحوضين الغربي والجنوبي. معظم طبقات البازلت في الجولان صغيرة نسبياً، وقد تشكلت آخرها منذ حوالي 100 000 سنة في الهضبة الشمالية الشرقية.

## تعريف الجولان

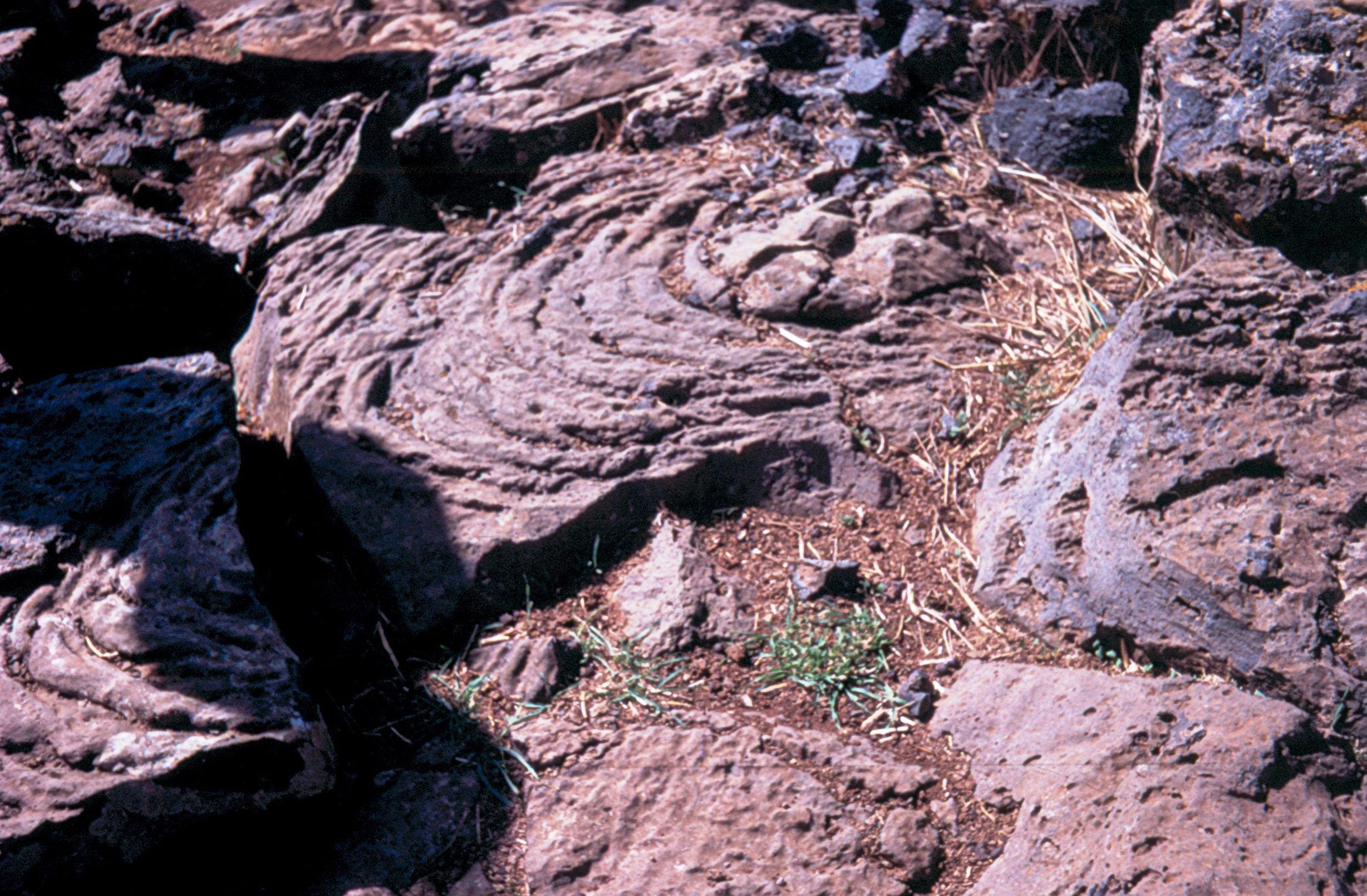
صخور بازلتية في الجولان

الجولان هضبة بازلتية تمتد بشكل منحدر من جبل الشيخ في الشمال حتى بحيرة طبريا ونهر اليرموك في الجنوب.تقع الجولان في الجهة الغربية من سوريا، وتبلغ مساحته 1 860 كم، في حين أن إسرائيل تضع يدها على 1 200 كم منه. يحد الجولان من الشمال سلسلة جبال حرمون (جبل الشيخ)، التي تفصله عن لبنان من الغرب، نهر الاردن (الذي يفصله عن سهل الحولة) وغور الأردن وبحيرة طبريا من الجنوب، غور الأردن ووادي اليرموك، ومن الشرق وادي الرقاد وسهل حوران. وهو ينحدر من الشمال إلى الجنوب، ومن الشرق إلى الغرب انحدارا تدريجيا، إذ يصل ارتفاعه في أقصى الشمال عند قرية مسعدة إلى حوالي 950 م عن سطح البحر، بينما ينخفض في الجنوب على شاطئ بحيرة طبريا (سهل البطيحة) إلى قرابة 200 م تحت سطح البحر، بينما يصل ارتفاع جبل الشيخ الذي يحده من الشمال إلى 2 814 م عن سطح البحر، وذلك في أعلى قمة له تسمى «قصر شبيب». ويمتد الجولان بشكل طولي من الشمال إلى الجنوب، فيبلغ طوله قرابة 80 كم. أما عرضها فحوالي 30 كم.

## تعريف عام
تجدر الإشارة إلى ذكر أن تاريخ الأرض قسمه الجيولوجيين إلى أربعة أحقاب زمنية وكل حقبة قسمت إلى عصور. جدول... وكل حقب أو كل عصر أو تكوين جيولوجي له خصائص جيولوجية تميزه عن غيره وقد تظهر الصخور التابعة لعصر ما على سطح الأرض أو قد تدفن تحت تكوينات أخرى أو أن تشكلها وتعريها عمليات جيومورفولوجية أو تكتونية أثناء عمليات تكوينه أو بعد ذلك

## صخور الجولان

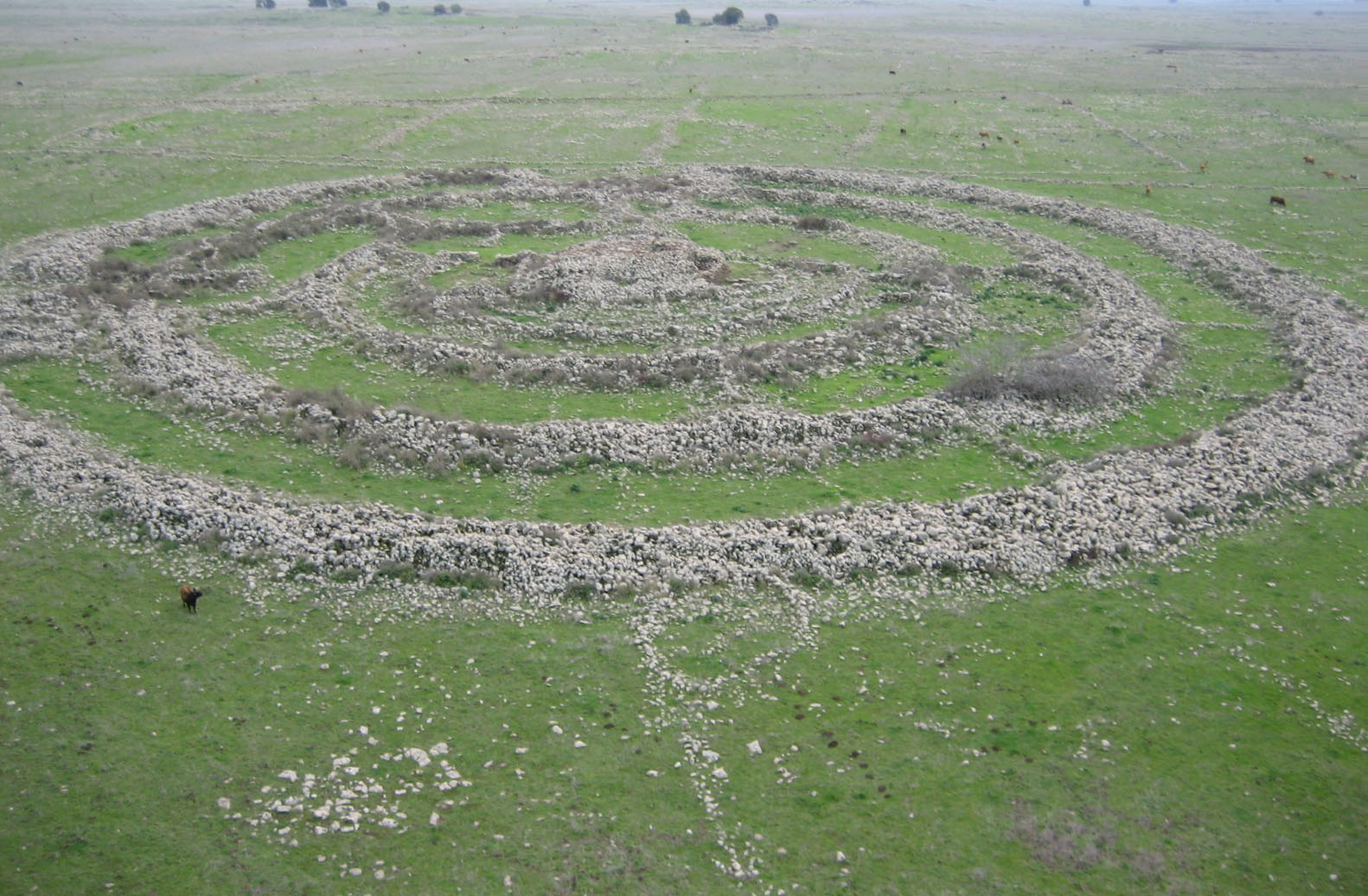
رجم الهري في الجولان

الصخور المنتشرة على سطح الجولان هي صخور بازلتية ناتجة عن انفجارات بركانية. لكن للجولان تاريخاً جيولوجيا أطول بكثير، إذ يقسمه العلماء إلى الفترة «الكارتيكونية» (قبل 65-135 مليون عام) وغطتها صخور كلسية تظهر في في منطقة جبل الشيخ، ثم الفترة الـ «آوكنية» (قبل 44-50 مليون عام) حين غمر البحر أجزاء من المنطقة فتشكلت صخور كلسية ثم انحسر المياه إلى الغرب لتعود ثانية في فترة الـ «الأوكن المتأخرة» (قبل 35 مليون عام) قادمة هذه المرة من الشرق أي الخليج العربي. إذ تظهر في طبقات الأرض التي تعود لتلك الفترة تظهر أصداف وبقايا كائنات بحرية

## تربة الجولان
في فترة الـ «ميوكن» (قبل 25 مليون عام) انحسرت المياه مرة أخرى، وتشكلت طبقتان من التراب: طبقة صفراء مفتتة تنتشر جنوب الجولان وطبقة يصل سمكها إلى 250م، تختلف تركيبتها من منطقة إلى أخرى. قبل 5 ملايين عام تشكل لسان بحري امتد من منطقة حيفا ليغمر قسماً من الجولان. فتشكلت بحيرات وأنهر ذات مياه غير مالحة.
يمكن تقسيم تربة الجولان وصخوره البركانية إلى نوعين:
أ‌. التربة والصخور البازلتية العادية التي تغطي معظم الجولان، والتي تشكلت من تسرب اللافا السائلة من الانفجارات البركانية بعد أن بردت حرارتها وتفتتت.
ب‌. التربة والصخور التي 
تشكلت من اللافا التي قذفتها البراكين بقوة في السماء، فبردت حرارتها وتساقطت على الأرض على شكل صخور متعددة الأحجام، من الرماد وحتى صخور بقطر متر واحد.
من هذه الصخور تتشكل التلال البركانية المنتشرة في الجولان. بعض الظواهر الطبيعية التي تشكلت نتيجة البراكين: «الجوبة» غربي مسعدة بحيرة مسعدة بحيرة المسدسات - الحفر البركانية الصغيرة والتي يطلق على الواحدة منها اسم الـ «جوبه» والتي يتراوح قطر الواحدة منها بين 5-40م، والتي تشكلت نتيجة الانفجارات التي رافقت البراكين، ولعل أشهرها «الجوبة الكبيرة» قرب تل الأحمر جنوبي غربي قرية مسعدة. - بحيرة مسعدة- وهي بحيرة تقع في فوهة بركان يبلغ قطرها 600 موعمقها 9 أمتار. تقع على ارتفاع 940 معن سطح البحر في أقصى شمالي الجولان بين مجدل شمس ومسعدة. - المغناطيسية المعكوسة- في فترة ثورة هذه البراكين كانت قطبية الأرض المغناطيسية معكوسة، أي باتجاه الجنوب، فحافظت بعض الكتل الصخرية الكبيرة على قطبيتها المعكوسة هذه، وهكذا فإن اتجاه البوصلة في محيطها القريب يشير إلى الجنوب وليس إلى الشمال. - ظاهرة المسدسات (صخور متكسرة مسدسة الزوايا) وهي موجودة في بحيرة يطلق عليها اسم «بحيرة المسدسات». تقع بحيرة المسدسات وسط الجولان بين «قصرين» و«اليعربية» (اليهودية). - كثرة الشلالات- نتيجة الاختلاف في قساوة طبقات اللافا المتعددة تشكلت العديد من الشلالات على طول الجولان.

## الانفجارات البركانية
بدأت الانفجارات البركانية في جنوب الجولان قبل 4 ملايين عام، ثم امتدت تدريجياً إلى الشمال والشرق. فصلت بينها أحيانًا أيام معدودة وأحيانًا مئات آلاف السنين. حسب الاختبارات الإشعاعية فقد ووقع آخر انفجار بركاني في الجولان قبل 4 آلاف عام، في شمالي شرقي الجولان. الجولان اليوم منطقة بركانية «نائمة» قد تنشط في يوم من الأيام.

## الغطاء النباتي للجولان
يزخر الجولان بأكثر من 1 000 نوع من النباتات والأشجار، وذلك ناتج عن المناخ المناسب ومياه الأمطار الوفيرة. غطت الغابات والأحراش قديماً قسماً كبيراً من مساحة الجولان، ولكن استخدام الأشجار كمصدر للطاقة أدى إلى قطع معظم هذه الأحراش من قبل الإنسان. ومع هذا بقيت هناك عدة أحراش مهمة منها:
حرش مسعدة: أو «حمى مسعدة» ويقع شمالي الجولان غربي قرية مسعدة الذي سمي على اسمها، يرتفع 1 000 م عن سطح البحر، وتسقط عليه حوالي 1 000 ملم من الأمطار سنوياً. تبين الدلائل أن الحرش كان كثيفاً جداً قبل حوالي 100 عام وأكبر من مساحته الحالية. إلا أنه في الفترة التي تلت ذلك تعرض للتقطيع لاستخدام شجره للتدفئة وصنع الفحم من جهة، ولاستخدام الأرض الخصبة للأغراض الزراعية من جهة أخرى، وهذا ما أدى إلى فقدان مساحات كبيرة منه. في بداية الخمسينات منعت الحكومة السورية قطع الأشجار فيه وأقامت عليه حراسة، وتعرض المخالفون لغرامات مالية وللسجن، الأمر الذي أدى إلى إعادة نمو الأشجار في قسم لا بأس به من الحرش الأصلي. ولكننا لا نزال نرى حتى اليوم بقعاً جرداء كانت تستخدم كمفاحم على ما يبدو.
الغالبية العظمى من أشجار الحرش هي السنديان (حوالي 80% منه) بالإضافة إلى أشجار السرو والصنوبر. يبلغ ارتفاع الأشجار في الحرش حتى 7 أمتار.
حرش الجويزة: يقع قرب قرية الجويزة المدمّرة، 7 كم جنوبي القنيطرة، معظم أشجاره هي السنديان.
حرش اليهودية: يسمى على اسم قرية اليهودية (اليعربية) القائمة في المنطقة، ويمتد على مساحة 20 كم مربع في منطقة ترتفع 300 م عن سطح البحر. كل أشجار الحرش تقريباً هي من السنديان ويصل ارتفاعها حتى 8 أمتار. تكثر الأعشاب تحت أشجاره ولذا يستخدم الحرش كمنطقة مراعي للماشية. 
حرش الياقوصة: ويقع عند قرية الياقوصة المدمرة (جنوبي الجولان) ويشبه إلى حد كبير حرش اليهودية. يمتد الحرش على مساحة 4 كم مربع. بالإضافة إلى أشجار السنديان تنمو فيه أشجار الخروب والبلوط والبتولا.
تعتبر فترة الإزهار في الجولان من أجمل ما قد يراه الإنسان في الطبيعة، وذلك لكثرة النباتات المتنوعة والأزهار التي تنبت به، ولطول فصل الربيع فيه، الذي يمتد اعتباراً من شهر شباط في الجنوب وحتى حزيران في جبل الشيخ. من أشهر أزهاره شقائق النعمان، وأزهار نادرة وجميلة جداً مثل السوسن.
تكثر في الجولان النباتات التي استخدمها السكان المحليون للأكل منذ القدم، وأشهرها الشومر والعكوب والخبيزة وأنواع أخرى